# Buiikikaesu
Bu-ikikaesu (яп. ぶっ生き返す) — пятый студийный альбом японской метал-группы Maximum the Hormone, вышедший в 2007 году. Первый альбом группы, который появился в чарте Oricon, дебютировал на пятой строчке чарта и был продан количеством 70 000 копий за первую неделю, а после остался в чартах на 78 недель. RIAJ подтвердил Золотой статус альбома, зафиксировав продажу более 100 000 его копий в Японии и 250 000 во всём мире.
Три трека использовались в двух аниме. Композиции «What's up, people?!» и «Zetsubou Billy» были использованы как в качестве вступительной заставки и закрывающей темы соответственно для эпизодов 20-37 «Тетради смерти». Песня «Akagi» была использована в одноимённом аниме.

## Список композиций
Слова и музыка всех песен — Maximum the Ryo.
| №   | Название | Длительность |
| --- | --- | ------------ |
| 1.  | «Buiikikaesu!! (Я хочу вернуть вас к жизни)»                                                                                                | 3:54         |
| 2.  | «Zetsubou Billy (Билли в отчаянии)» | 3:44         |
| 3.  | «Kuso Breakin No Breakin Lily (Дерьмо ломает, ломает мозг Лили)»                                                                            | 4:16         |
| 4.  | «Louisiana Bob (Луизиана Боба)» | 3:40         |
| 5.  | «Policeman Benz (Товар Полицейского)» | 4:09         |
| 6.  | «Black ￥ Power G-Men Spy (Чёрная энергия правительственных шпионов)»                                                                       | 2:27         |
| 7.  | «Akagi (Красный замок)» | 2:16         |
| 8.  | «Kyoukatsu (Шантаж)» | 3:36         |
| 9.  | «Bikini Sports Ponchin (Бикини, Спорт, Понтин)»                                                                                             | 3:56         |
| 10. | «What's up, people?! (В чём дело, люди?!)»                                                                                                  | 4:10         |
| 11. | «Chu Chu Lovely Muni Muni Mura Mura Purin Purin Boron Nurururerorero (Чмок-чмок нежно жмак-жмак тянь-тянь кач-кач тяг чвок-чвок лизь-лизь)» | 3:06         |
| 12. | «Shimi (Пятно)» | 4:17         |
| 13. | «Koi no Mega Lover (Любовь ловеласа)» | 5:27         |
| 14. | «Secret track (Скрытая песня)» | 0:23         |

## Участники записи
- Дайскэ — Вокал, Скрим, гроул
- Maximum the Ryo — Электрогитара, вокал
- Нао — Барабаны, вокал, бэк-вокал
- Юэ-тян — Бас-гитара, бэк-вокал
- Ясу-кун — Звукорежиссёр
- Такии — Мастеринг

## Позиции в чартах

### Альбом
| Год  | Чарт                | Позиция |
| ---- | ------------------- | ------- |
| 2007 | Oricon Album Charts | 5       |

### Сертификация
| Страна | Продажи | Сертификация |
| ------ | ------- | ------------ |
| Япония | 225 000 | Золото       |